# Parc

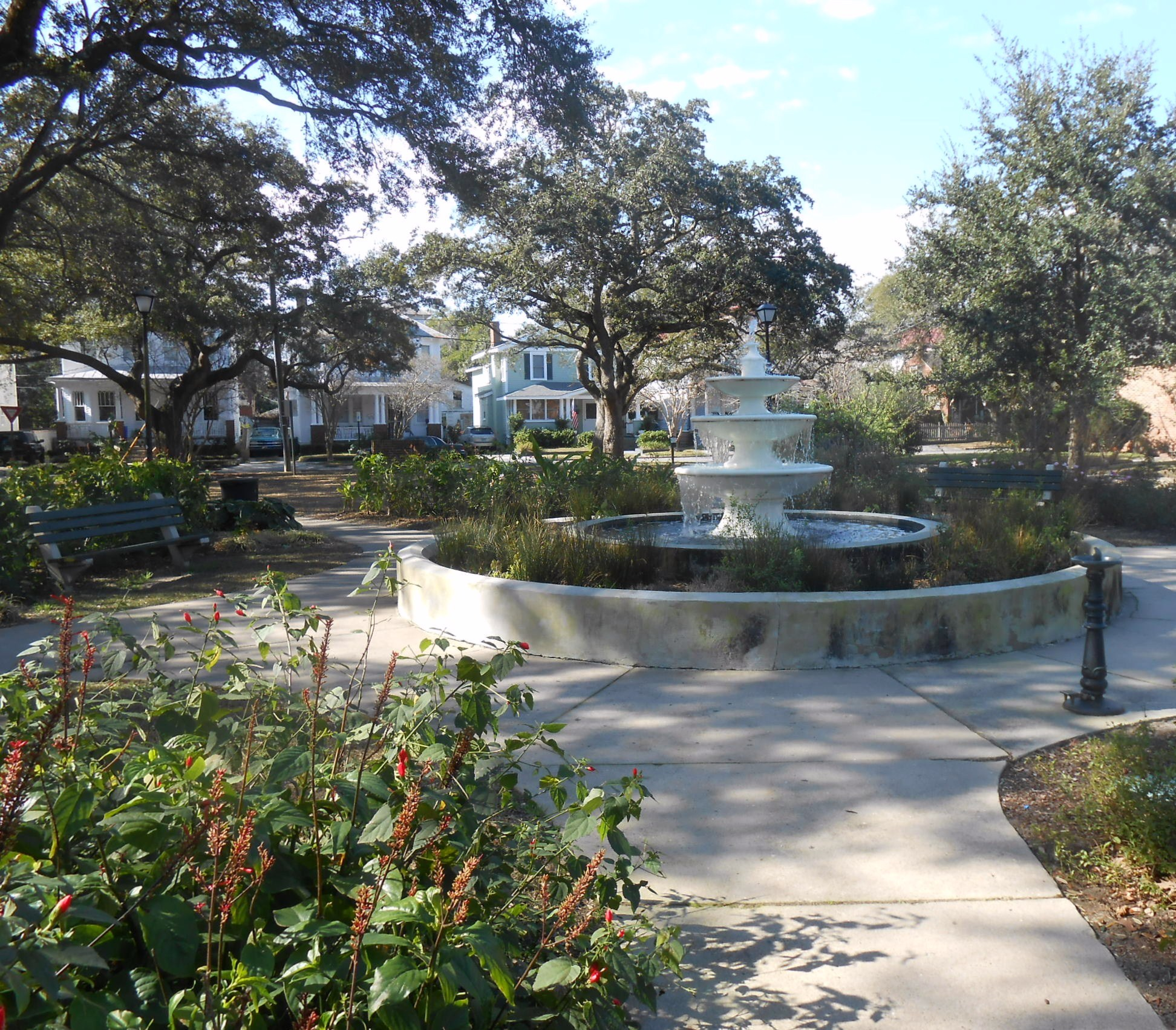
Allan Park

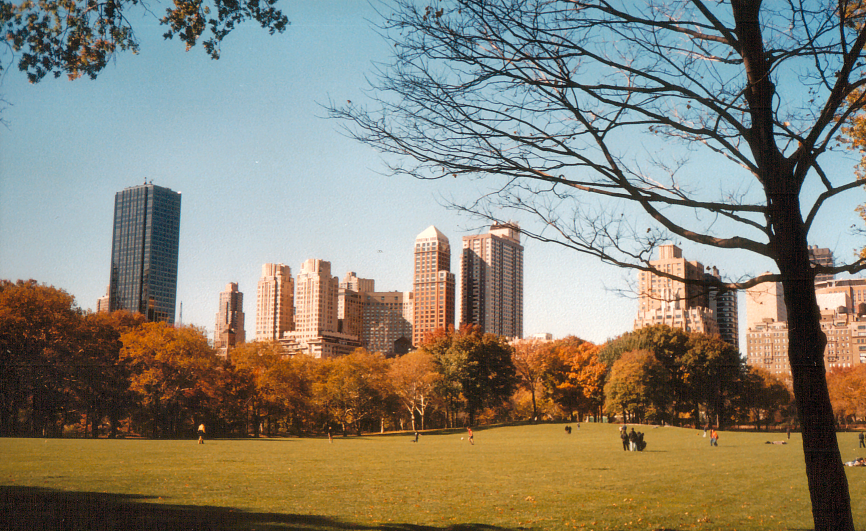
Central Park din New York

Parcul este un spațiu verde, de utilitate publică, cu plantații, alei și diferite construcții, amenajat pentru agrement și odihnă.
În Europa, ziua de 24 mai este „Ziua Europeană a Parcurilor”.
Data a fost aleasă în 1998, de Federația Parcurilor Naturale și Naționale din Europa, pentru a sărbători crearea primelor parcuri naționale de pe continent, în Suedia, în urmă cu aproape un secol.

## Spațiile verzi în România
În România, în perioada 1991 - 2009, în orașele românești au dispărut 401 hectare de spații verzi.
Locul lor a fost luat de blocuri de locuințe și clădiri de birouri.
În București, suprafața de spațiu verde s-a redus de la 3.400 de hectare în 1989 la 1.700 de hectare în 2009.